# Boeotarcha
Boeotarcha is een geslacht van vlinders van de familie grasmotten (Crambidae), uit de onderfamilie Odontiinae.

## Soorten
- B. albitermina Hampson, 1913
- B. caeruleotincta Hampson, 1918
- B. cunealis Warren, 1892
- B. divisa (Lucas, 1894)
- B. martinalis (Walker, 1859)
- B. taenialis (Snellen, 1880)